# Asynarchus cinnamoneus
Asynarchus cinnamoneus är en nattsländeart som beskrevs av Schmid 1950. Asynarchus cinnamoneus ingår i släktet Asynarchus och familjen husmasknattsländor. Inga underarter finns listade i Catalogue of Life.